# Stefanów Barczewski Pierwszy
Stefanów Barczewski Pierwszy [pronunciación en polaco: /stɛˈfanuf barˈt͡ʂɛfski ˈpjɛrfʂ/] es un pueblo en el distrito administrativo de Gmina Brzeźnio, dentro del condado de Sieradz, Voivodato de Łódź, en el centro de Polonia. Se encuentra a unos 7 kilómetros al este de Brzeźnio, 15 kilómetros al sur de Sieradz, y 63 kilómetros suroeste de la capital regional Łódź.